# キャンベルの法則
キャンベルの法則（キャンベルのほうそく、Campbell's law）は、「どのような定量的な社会指標も、社会的意思決定に用いられると、その分だけ劣化圧力を受けやすくなり、追跡対象としていた社会的プロセスがゆがめられ劣化する傾向が強まる」（85頁）という法則で、調査方法論についてしばしば論文を著した心理学者・社会科学者のドナルド・T・キャンベルによって規定された。同様の趣旨でキャンベルは次のようにも記している。
学習到達度試験は、「標準的な教育により一般的な能力の達成を目標とするという条件の下でなら」一般的な学習到達度の指標として有意義である可能性が高い。しかし試験結果そのものが教育の目標になると、教育レベルの指標としての意義を失い、好ましくない形で教育課程を劣化させる（もちろんこうした誤った取り扱いは、教育課程や入学試験における客観試験の採用をめぐって多く認められる）。
キャンベルの法則は、コブラ効果の一例と見ることもできる。このキャンベルの法則という社会科学的原理は、時にアメリカの学校教育において、成績が重要参考資料とされる試験（high-stakes testing）によりマイナスの成果がもたらされることを指摘する際に用いられる。具体的には、試験対策に特化した教育や、カンニングの横行という形態を取りうる。その一例がLearning-Disadvantage Gap（学習格差）という文書で指摘されている「The High-Stakes Education Rule」（試験成績を重視した教育によくあるパターン）である。

## 類似の法則
この法則と密接に関連した考え方は、グッドハートの法則やルーカス批判など別の法則の名でも知られている。グッドハートの法則とは「測定が目標になると、その測定は適切な目標でなくなる」というものであり、具体例はコブラ効果などがキャンベルの法則と同様に挙げられる場合も多い。また、キャンベルの法則に関連するさらに別の概念が2006年に発表されており、これはイギリスの研究者Rebecca Boden（レベッカ・ボーデン）とDebbie Epstein（デビー・エプスタイン）が、トニー・ブレア首相により積極的に活用された証拠に基づく政策形成を分析したもので、論文中でBodenとEpsteinは、「政府が情報生成プロセスを把握し管理しようとするあまり、この種の「調査」が「政策に基づく証拠形成」（policy-based evidence）と言われてもしかたないほどにまでなる」ために、政策の基礎を証拠に求めようとする政府が実際には改竄データを生むことになってしまう実態について説明している。
実績評価をよく見せようとして政策決定をゆがめるときは、しばしば目標代用（surrogate）が行われ、その評価指標が真の実績を実際以上に正確に評価していると思い込むようになる。
キャンベルの法則では、より肯定的だが込み入った主張が見られる。進展度の測定には定量的指標と定性的指標をともに活用することが重要である。しかし評価のために定量的データを利用すると、これら指標をゆがめ操作することにつながりうる。情報改変や情報操作を減らすための確固とした手法が採用されなければならない。キャンベルは「Assessing the Impact of Planned Social Change」（計画的社会変革の影響評価）という論文で「定量的な社会指標を社会的意思決定に用いることが増えると、劣化圧力を受けやすくなり、追跡対象としていた社会的プロセスがゆがめられ損なわれる傾向がある」と強調している。キャンベルの法則は、「No Child Left Behind」（どの子も置き去りにしない法）や「Race to the Top」（頂点への競争基金）が教育を損なう可能性があることを理解する助けとなる。